# Asplenium hispanicum
Asplenium hispanicum är en svartbräkenväxtart som först beskrevs av Ernest Saint-Charles Cosson, och fick sitt nu gällande namn av Werner Rodolfo Greuter och Burdet. Asplenium hispanicum ingår i släktet Asplenium och familjen Aspleniaceae. Inga underarter finns listade.